# Cai Wan
Cai Wan, född 1695, död 1755, var en kinesisk poet. Hon var dotter till adelsmannen Cao Yurong och gift med ministern Gao Quizhou . Hon hade inflytande över hennes makes politik, och det är känt att han alltid rådfrågade henne innan han lämnade fram något av sina förslag. Hon beskrivs som en skönhet väl bildad inom konfucianismen. Hon publicerade sin egen diktsamling. 